# Archisargidae
Archisargidae zijn een uitgestorven familie van tweevleugeligen (Diptera). De wetenschappelijke naam van de familie is voor het eerst geldig gepubliceerd in 1962 door Boris Rohdendorf. Het typegeslacht van de familie is Archisargus Rohdendorf, 1938.

## Synoniemen
- Uranorhagionidae Zhang, Yang & Ren, 2010[2]
- Origoasilidae Zhang, Yang & Ren, 2011[2]

## Taxonomie
De volgende onderfamilies en geslachten zijn bij de familie ingedeeld (alle uitgestorven):
- Onderfamilie Archisarginae Rohdendorf, 1962
  - Geslacht Archirhagio Rohdendorf, 1938
    - Archirhagio obscurus Rohdendorf, 1938
    - Archirhagio striatus Zhang & Zhang, 2003
    - Archirhagio zhangi Zhang, Yang & Ren, 

  - Geslacht Archisargus Rohdendorf, 1938
    - Archisargus maximus Mostovski, 1997
    - Archisargus pulcher Rohdendorf, 1938 (typesoort)
    - Archisargus spurivenius Zhang, Yang, Ren & Shih, 2007
    - Archisargus strigatus Zhang, Yang, Ren & Shih, 2007

  - Geslacht Calosargus Mostovski, 1997
    - Calosargus (Calosargus) Mostovski, 1997
      - Calosargus (Calosargus) niger Mostovski, 1997
      - Calosargus (Calosargus) talbragarensis Oberprieler & Yeates, 2012
      - Calosargus (Calosargus) tatiannae Mostovski, 1997

    - Calosargus (Pterosargus) Mostovski, 1997
      - Calosargus (Pterosargus) sinicus Zhang, 2010
      - Calosargus (Pterosargus) thanasymus Mostovski, 1997

  - Geslacht Flagellisargus Zhang, 2012
    - Flagellisargus robustus Zhang, 2012
    - Flagellisargus sinicus Zhang, 2012
    - Flagellisargus venustus Zhang, 2012

  - Geslacht Mesosolva Hong, 1983
    - Mesosolva angustocellulata Mostovski, 1996
    - Mesosolva balyshevae Mostovski, 1996
    - Mesosolva dolosa Mostovski, 1996
    - Mesosolva hennigi Mostovski, 1996
    - Mesosolva huabeiensis Hong, 1983
    - Mesosolva imperfecta  Mostovski, 1996
    - Mesosolva longivena Mostovski, 1996
    - Mesosolva rohdendorfi Mostovski, 1996
    - Mesosolva sinensis Zhang et al., 2010 (met synoniem Mesosolva jurassica)
    - Mesosolva zhangae Zhang, 2012 (met synoniem Brevisolva daohugouensis)

  - Geslacht Origoasilus Zhang et al., 2011
    - Origoasilus pingquanensis Zhang et al., 2011

  - Geslacht Ovisargus Mostovski, 1996
    - Ovisargus eucalla Ren, 1998
    - Ovisargus yixianensis Ren, 1998

  - Geslacht Parvisargus Mostovski, 1996
    - Parvisargus malus Mostovski, 1996
    - Parvisargus peior Mostovski, 1996

  - Geslacht Sharasargus Mostovski, 1996
    - Sharasargus fortis Zhang et al., 2008
    - Sharasargus oresbius Ren, 1998

  - Geslacht Sinallomyia Zhang, 2012[3]
    - Sinallomyia ruderalis Ren, 1998
- Onderfamilie Uranorhagioninae Zhang, Yang & Ren, 2010[4]
  - Geslacht Uranorhagio Zhang, Yang & Ren, 2010[5]
    - Uranorhagio daohugouensis Zhang, Yang & Ren, 2010[5]
    - Uranorhagio asymmetricus (Zhang, Yang & Ren, 2010)[5]
    - Uranorhagio deviatus (Zhang, Yang & Ren, 2010)[5]

  - Geslacht Daohugosargus Zhang, 2012[3]
    - Daohugosargus eximius (Zhang, Yang & Ren, 2008)